# Sierra Maestra (massif montagneux)
Pour les articles homonymes, voir Sierra Maestra.
La Sierra Maestra est une chaîne montagneuse à Cuba.

## Étymologie
En espagnol, sierra signifie « chaîne de montagnes » et Maestra, « maîtresse ». Chaîne de montagnes maîtresse de Cuba donc, maîtresse par sa hauteur qui culmine au pic Turquino à 1 974 m.

## Géographie

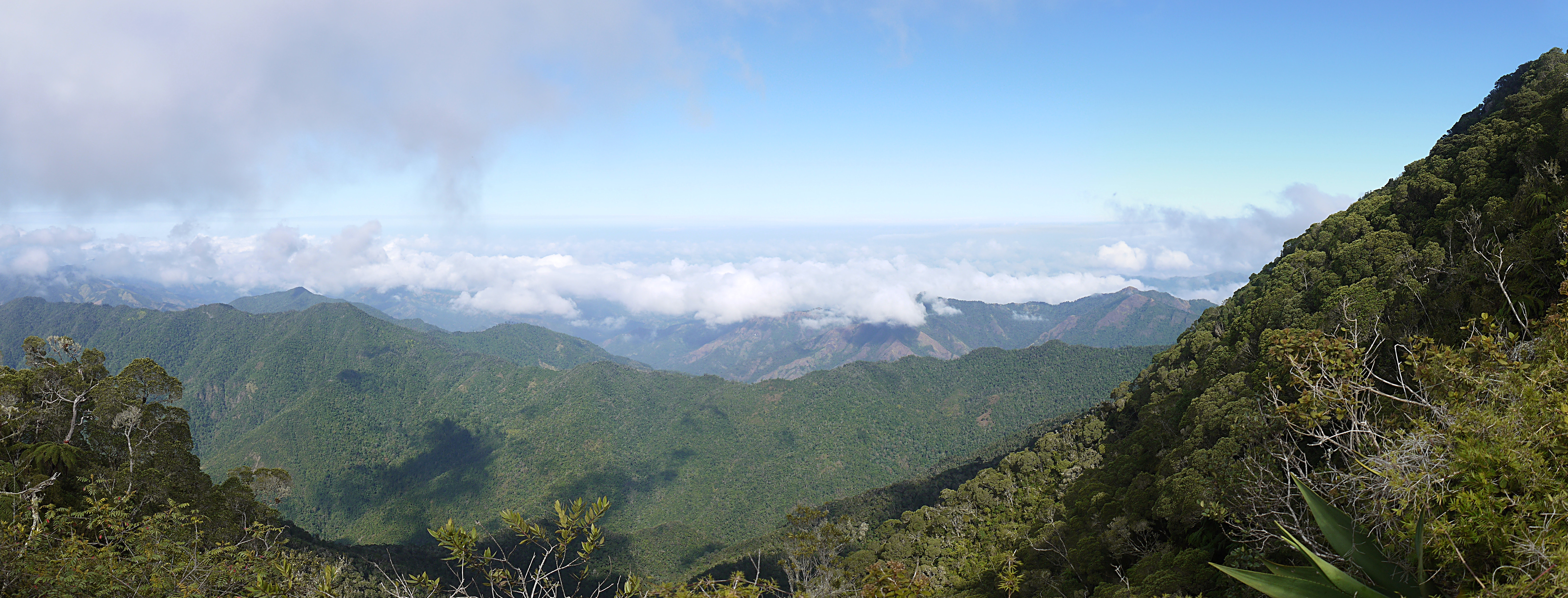
Vue de la Sierra Maestra.

La Sierra Maestra traverse le sud du pays, de la province de Guantánamo à Niquero, et s'élève abruptement à partir de la côte. Elle est parfois considérée comme une suite de chaînes inter-connectées (Vela, Santa Calina, Quemado Grande, Daña Mariana). La Sierra Maestra est l'endroit le plus élevé de Cuba et culmine à 1 974 mètres au pico Turquino, le point le plus haut du pays. C'est un espace riche en minéraux, surtout en cuivre, manganèse, chrome et fer.

## Histoire
La Sierra Maestra fut souvent le lieu de guérillas, comme pendant la guerre d'indépendance cubaine, entre 1895 et 1898. Le massif est surtout célèbre pour avoir été le refuge de Fidel Castro, de Che Guevara et des Barbudos pendant la révolution cubaine. C'est de là que le groupe révolutionnaire put étendre le mouvement du 26 Juillet à travers la région.